# Pleurothallis lacera
Pleurothallis lacera är en orkidéart som beskrevs av Carlyle August Luer. Pleurothallis lacera ingår i släktet Pleurothallis och familjen orkidéer. Inga underarter finns listade i Catalogue of Life.